# Bédéchan
Bédéchan är en kommun i departementet Gers i regionen Occitanien i sydvästra Frankrike. Kommunen ligger i kantonen Saramon som tillhör arrondissementet Auch. År 2022 hade Bédéchan 133 invånare.

## Befolkningsutveckling
Antalet invånare i kommunen Bédéchan
Referens:INSEE